# Rothschildia orizaba
Rothschildia orizaba är en fjärilsart som beskrevs av Wastw 1853. Rothschildia orizaba ingår i släktet Rothschildia och familjen påfågelsspinnare. Inga underarter finns listade.

## Bildgalleri

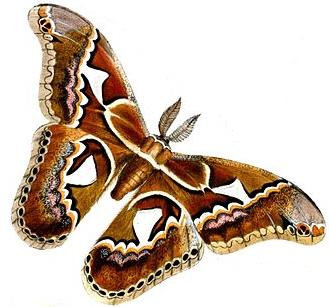
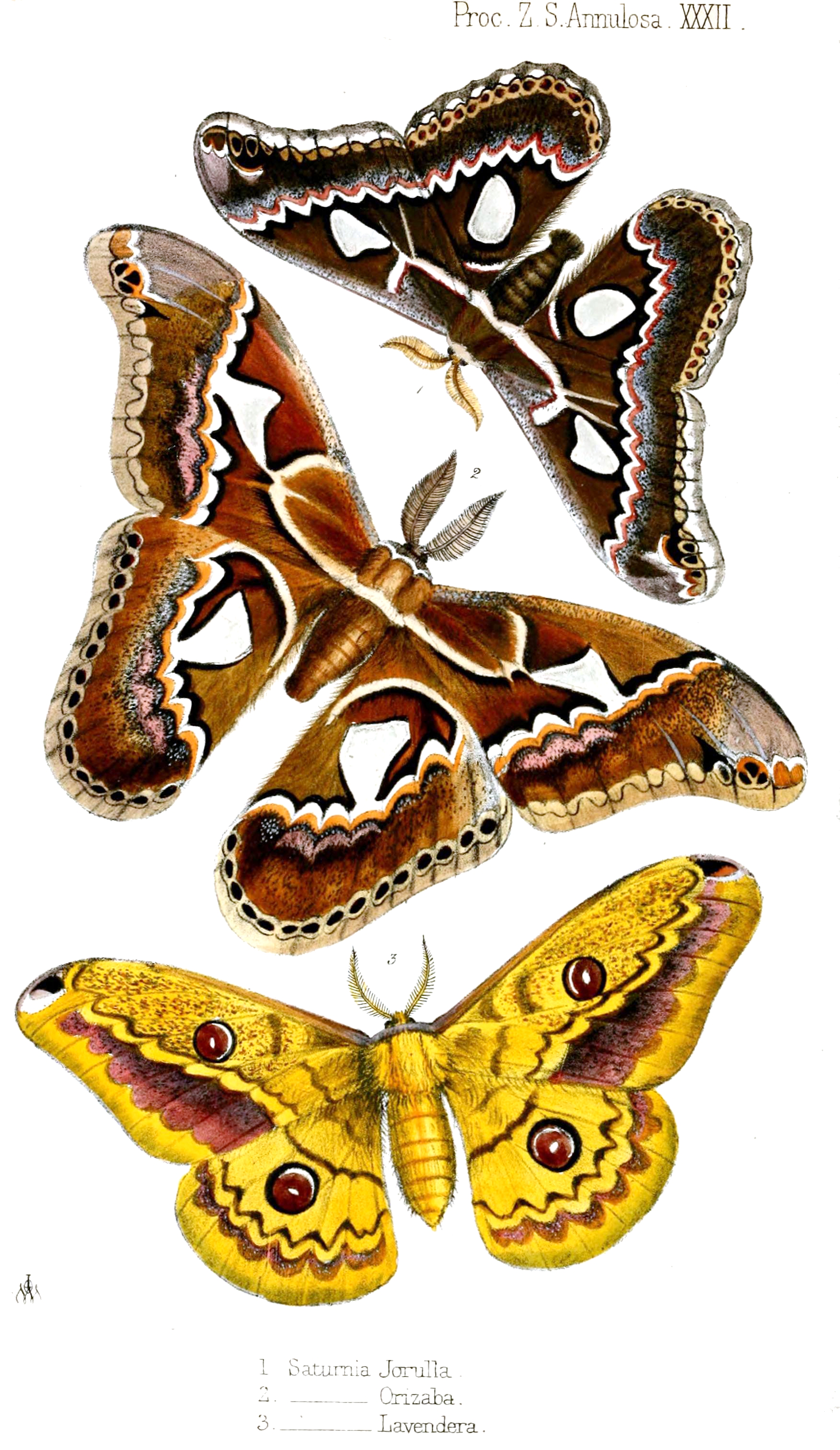